# Gianni Bella
Gianni Bella, all'anagrafe Giovanni Bella (Catania, 14 marzo 1947), è un compositore e cantautore italiano.

## Biografia

### Anni '70: i primi passi verso la notorietà
Cantante e chitarrista di alcuni complessi catanesi, alla fine degli anni sessanta Gianni Bella si trasferisce a Milano al seguito della sorella Marcella, che muove i primi passi come cantante dopo essere stata notata da Mike Bongiorno nel corso di una serata in Sicilia.
Per lei compone il suo primo singolo di successo, Hai ragione tu, assieme a Franco Pulvirenti (ex batterista di Marcella Bella) lo firmò  Italo Janne perché Pulvirenti non era iscritto alla SIAE, (anche se sull'etichetta del disco compare stranamente come G. Bell). Nel 1972 Marcella partecipa al Festival di Sanremo con la canzone Montagne verdi, scritta da Gianni e Giancarlo Bigazzi. Il testo di Montagne verdi fu scritto da Bigazzi espressamente per Marcella, pensando alla nostalgia della ragazza che si era trasferita a Milano per le montagne intorno a Catania nel loro paese di origine Ficarazzi. La stessa Marcella racconta che quando suo fratello Gianni gliela fece ascoltare alla chitarra per la prima volta, restò un po' delusa. Gianni non la prese bene, ma la mattina dopo Marcella ci ripensò. Il motivo le era rimasto in mente per tutta la notte.
Con Bigazzi comincia un sodalizio artistico che continuerà per tutto il decennio. Insieme scrivono per Marcella le hit Sole che nasce, sole che muore (1972), Un sorriso e poi perdonami (1972), Io domani (1973) e Nessuno mai (1974).

Gianni Bella a Canzonissima 1974

Mentre Marcella si impone tra le cantanti italiane di maggiore successo, Gianni, con l'aiuto dell'autore Bigazzi, comincia la propria carriera solista e subito ottiene un buon esito partecipando a Un disco per l'estate 1974 con Più ci penso (che rimane dal 3 agosto al 23 novembre 1974 nella top ten italiana), manifestazione cui torna con minor successo l'anno successivo con Oh mama. Parallelamente persegue la sua attività di compositore insieme al fratello Antonio Bella con il quale firma alcune canzoni di discreto successo (Sto piangendo, Cara, Soli) che costituiscono parte del repertorio del complesso dei Beans. Nel 1976 vince il Festivalbar con Non si può morire dentro, canzone con cui scala le classifiche (il brano rimane nella top ten italiana dal 12 giugno al 23 ottobre 1976 e riesce ad aggiudicarsi il primo posto il 10 luglio mantenendolo per dieci settimane), poi inserita nel suo primo album long playing (33 giri) Sogni di un robot. Nel 1977 esce il suo secondo album Io canto e tu e nel 1978 si ripresenta con buon successo al Festivalbar interpretando No, singolo inserito poi nel long playing Toc toc; nel 1980 esce Dolce uragano.

### Anni '80
Negli anni ottanta prosegue l'attività di solista, partecipando al Festival di Sanremo 1981 con il brano Questo amore non si tocca, e di autore per la sorella Marcella componendo con Mogol l'hit internazionale Nell'aria (1983). Il testo di Nell'aria, piuttosto spinto, era stato confezionato intenzionalmente per fornire un'immagine sexy di Marcella, la quale inizialmente si rifiutò di cantarlo. Fu proprio il fratello Gianni a rassicurarla convincendola del fatto che con la sua voce il pezzo avrebbe avuto grande incisività.
Sempre con Marcella incide anche il 45 giri dal titolo L'ultima poesia (1985), anch'esso scritto a quattro mani con Mogol. Giulio Rapetti, infatti, diventa autore e produttore di Gianni (collaborazione che continua tuttora). Questo risulterà per il cantautore un periodo fecondo come compositore per molti artisti, tra cui Ornella Vanoni e Gianni Morandi, a cui affida il brano La mia nemica amatissima presentato al Festival di Sanremo 1983 e composto insieme al fratello Rosario Bella. Contemporaneamente lavora con altri musicisti come l'inglese Geoff Westley, insieme al quale produce i suoi successivi lavori discografici G.b.1 (1983), Una luce (1986) e Due cuori rossi di vergogna (1988).

### Anni '90
Nel 1990 partecipa per la seconda volta al Festival di Sanremo, in coppia con la sorella Marcella, ottenendo un buon riscontro col brano Verso l'ignoto, inciso a Londra, nuovamente con l'apporto di Geoff Westley. 
Nel 1991 si ripresenta a Sanremo con La fila degli oleandri, tratto dall'album omonimo prodotto da Mogol, mentre Vocalist (1994), registrato a Los Angeles, è il risultato della collaborazione del cantautore catanese con musicisti di fama internazionale come Frank Gambale, Enzo Todesco e Gregg Bissonette. Nel 1998 registra con Marcella negli Stati Uniti d'America un paio di brani, È un miracolo ed Ama la vita, entrambi scartati dalle commissioni selezionatrici del Festival di Sanremo, poi inseriti in un album interpretato per intero in coppia, dal titolo Finalmente insieme.

#### La collaborazione con Adriano Celentano
Alla fine degli anni novanta firma uno dei maggiori successi della carriera di Adriano Celentano: L'emozione non ha voce, grazie alla quale l'album Io non so parlar d'amore rimane per ben due anni nella Top 50 italiana. Sempre insieme a Mogol compone la maggior parte dei brani dell'album Esco di rado e parlo ancora meno (2000) e dei successivi Per sempre (2002), C'è sempre un motivo (2004) e Dormi amore, la situazione non è buona (2007), tutti incisi dal molleggiato.

### Anni 2000
L'attività di compositore di Gianni Bella, negli anni duemila, si è rivolta anche al mondo della televisione. Portano la sua firma, infatti, le colonne sonore di fiction tv come Uno bianca (2001) e Il testimone (2001), oltre a film come La notte breve (2006).
Partecipa nuovamente al Festival di Sanremo nel 2001 presentando Il profumo del mare e nel 2007, insieme alla sorella Marcella, con Forever per sempre, singolo che otterrà un buon riscontro di vendite. In seguito esce l'album dal titolo omonimo: si tratta del secondo eseguito insieme dai fratelli Bella.

#### L'ictus (2010)
Il 15 gennaio 2010 l'artista viene colpito da un ictus e ricoverato presso l'ospedale San Giorgio di Ferrara, centro specializzato nella riabilitazione. Dopo una degenza durata sette mesi, viene dimesso grazie ai notevoli miglioramenti ottenuti e si mette subito al lavoro insieme all'amico Mogol e a Geoff Westley per ultimare l'opera teatrale Storia di una capinera, tratta dall'omonimo romanzo di Giovanni Verga, a cui Bella attendeva dal 2006.
Nel 2011 la sua canzone Rinascimento, composta con Mogol poco prima dei suoi problemi di salute, viene interpretata da un commosso Gianni Morandi al Festival di Sanremo, proprio per rendergli omaggio.
Nel 2014, superata la convalescenza, scrive la sua prima composizione autobiografica. Il testo, firmato da Stefano Pieroni, fa indiretto riferimento alla sua storia, senza trascurare l'episodio della malattia. Tale brano viene presentato ai provini per il Festival di Sanremo 2015 dalla sorella Marcella, ma sarà scartato.

### L'evento "Una serata Bella... Per te Gianni" (2015)
L'8 marzo 2015, al Teatro Dal Verme di Milano, si è tenuta una serata evento fortemente voluta da Marcella Bella in onore del fratello Gianni. Il concerto, intitolato Una serata Bella... per te Gianni, ha visto la partecipazione di artisti da tempo vicini ai fratelli Bella come Loredana Bertè, Umberto Tozzi, Mario Biondi, Mario Lavezzi e di alcune nuove voci del panorama italiano, quali Annalisa e Deborah Iurato. Scopo dell'evento è stato ripercorrere, sin dalle prime composizioni, la carriera di Gianni Bella, senza trascurare i successi scritti per altri artisti, primo tra tutti Adriano Celentano; molti i duetti ai quali Marcella ha dato vita assieme ai colleghi. Il 9 giugno 2015 il concerto è stato trasmesso in prima serata su Rete 4 ottenendo  un ascolto superiore alla media di rete.

## Vita privata
È Sposato con Paola Reggiani dalle quale ha avuto due figlie, Nazarena nel 1971 e Chiara nel 1973.  
Insieme a Mogol, Gianni Morandi e Andrea Mingardi, è uno dei fondatori della Nazionale Cantanti.

## Discografia

### Album in studio
- 1976 – Sogni di un robot (Derby, DBR 81254)
- 1977 – Io canto e tu (Derby, DBR 82150)
- 1978 – Toc toc (CGD, 20105)
- 1980 – Dolce uragano (CGD, 20222)
- 1981 – Questo amore... (CGD)
- 1983 – G.b.1 - Nuova gente (Avventura, ZPLAV 34188)
- 1984 – G.B.2 (Avventura, ZPLAV 34217)
- 1986 – Una luce (RCA Italiana)
- 1988 – Due cuori rossi di vergogna (Polydor)
- 1988 – Gianni Bella
- 1991 – La fila degli oleandri (Fonit Cetra)
- 1994 – Vocalist (Fonit Cetra) (ristampato nel 1995 col titolo Belladonna da Pull Music/CGD East West)
- 1998 – Finalmente insieme (con Marcella) (Pull/Fuego) (ristampato nel 2001 da ITWHY)
- 2001 – Il profumo del mare (SDC/Sony Music)
- 2007 – Forever per sempre (con Marcella Bella) (Nuova Gente/Universal Music)

### Raccolte
- 1977 – Ritratto di...Gianni Bella (Derby)
- 1979 – In compagnia di...Gianni Bella (CGD)
- 1983 – Prima dell'avventura (CGD)
- 1985 – Gianni Bella (CGD)
- 1986 – Marcella e Gianni Bella (box) (Marcella e Gianni Bella) (CGD)
- 1996 – Non si può morire dentro (Tring/Pull Music)
- 1998 – Gianni Bella (D.V. More Record)
- 1998 – Non si può morire dentro - Il meglio (MR Music/D.V. More Record)
- 1999 – Gianni Bella (raccolta)
- 2000 – Gianni Bella (serie "Musica per sempre - La storia della musica italiana") (ITWHY)
- 2000 – Gianni Bella (serie "Masterpiece") (Warner Fonit/Nuova Fonit Cetra)
- 2000 – Gianni Bella (serie "Cantaitalia") (Duck Record)
- 2001 – Non si può morire dentro...e altri successi (CGD East West/Warner Music)
- 2004 – Il meglio (Gianni e Marcella Bella) (MR Music/D.V. More Record)
- 2005 – È un miracolo (serie "Imperdibili") (Pull Records/SM)
- 2005 – Marcella e Gianni Bella (serie "Best Italia") (Marcella e Gianni Bella) (ITWHY)
- 2005 – Gianni Bella (serie "Artisti Originali 60 70 80") (Duck Record)
- 2006 – Le più belle canzoni di Gianni Bella (Warner Music)
- 2007 – Tutto Bella - Camminando e cantando (Marcella e Gianni Bella) (Rhino Records/Warner Music)
- 2009 – Antologia (serie "Italian Style") (Gianni & Marcella Bella) (Linea S.r.l./Venus)
- 2016 – Playlist (Rhino Records/Warner Music)
- 2018 – Marcella e Gianni Bella - The Best I Miti Anni 60-70 (The Saifam Group Srl)

### Singoli
- 1974 – Più ci penso/L'arancia non è blu (Derby, DBR 2339)
- 1974 – Guarda che ti amo/Siamo marinai (Derby, DBR 2832)
- 1975 – Oh mama/Eppure più bella (Derby, DBR 3246)
- 1976 – Non si può morire dentro/T'amo (Derby, DBR 4161)
- 1977 – Io canto e tu/Me ne andrò (Derby, DBR 5255)
- 1978 – No/Sei (CGD, 10091)
- 1978 – Toc toc/Basta (CGD, 10131)
- 1980 – Dolce uragano/Fondersi (CGD, 10273)
- 1981 – Questo amore non si tocca/Agatì (CGD, 10316)
- 1983 – Il patto/Fiocco rosso (CGD, 10457)
- 1985 – L'ultima poesia/Alla pari (con Marcella) (CBS, A 6315) (la 2ª stampa ha la copertina differente)
- 1988 – Due cuori rossi di vergogna/Due cuori rossi di vergogna (versione strumentale) (Polydor, 887 390-7)
- 1990 – Verso l'ignoto (con Marcella)/Pianeti (Dischi Ricordi, SRL 11070)
- 1991 – La fila degli oleandri/Un uomo colorato (Fonit Cetra, SP 1897)
- 1994 – Belladonna (con Gino Vannelli) (Ricordi) (promozionale)
- 1997 – Non si può morire dentro / Più ci penso (CGD East West/Warner Music)
- 1998 – È un miracolo (con Marcella) / Belladonna (Pull Music)
- 2001 – Il profumo del mare (SDC/Sony Music) (promozionale)
- 2007 – Forever per sempre (con Marcella) (Nuova Gente/Universal Music)
- 2007 – Vendetta tremenda vendetta (con Marcella) (Nuova Gente/Universal Music) (promozionale)

### Live
- 1992 – Gianni Bella live (Fonit Cetra)
- 1996 – Grandi successi - live (Duck Record)

### Partecipazioni
- 1987 – Una luce (con Loretta Goggi) contenuta nell'album di Loretta Goggi "C'è poesia due" (Warner Music)
- 1991 – Per la gloria (con Mario Lavezzi, Riccardo Cocciante, Giulia Combo, Mango e Raf) contenuta nell'album di Mario Lavezzi "Voci" (Fonit Cetra)

## Discografia fuori dall'Italia

### Singoli
Argentina
- 1976 – Si de amor ya no se muere (algo en mí se morirá)/Non si può morire dentro (Epic) (copertina standard)
- 1978 – No/Eres (Epic) (copertina standard)

Brasile
- 1978 – Toc toc/Amico gay (Epic) (copertina standard)

Cile
- 1976 – De amor ya no se muere/Non si può morire dentro (CBS) (copertina standard)
- 1978 – Toc toc/Estás (CBS) (copertina standard)
- 1978 – No/Sufficiente (CBS) (copertina standard)
- 1979 – No, Yo canto y tú/Estás, De amor ya no se muere (CBS) (extended play) (copertina standard)
- 1980 – Derretirse/Dulce huracán (CBS) (copertina standard)
- 1980 – Dulce huracán/Fondersi (CBS) (copertina standard)

Grecia
- 1976 – Non si può morire dentro/T'amo (CBS) (copertina standard)

Olanda
- 1976 – Non si può morire dentro/T'amo (CBS)
- 1985 – L'ultima poesia/Alla pari (con Marcella) (CBS)

Perù
- 1977 – De amor ya no se muere/Te amo (CBS) (copertina standard)

Portogallo
- 1976 – Non si può morire dentro/T'amo (CBS)
- 1978 – Toc toc/Basta (CBS)

Spagna
- 1976 – De amor ya no se muere/Te amo (CBS)
- 1977 – Yo canto y tú/Me marchare por amor (CBS)
- 1978 – No/Está (CBS)
- 1980 – Dulce huracán/Fondersi (Epic)

### Album
Argentina
- 1978 – No (Epic)

Cile
- ? – Grandes éxitos en vivo (Dream)

Giappone
- 1977 – Io canto e tu

Olanda
- 1979 – Toc toc (CBS)

Spagna
- 1976 – De amor ya no se muere (CBS)
- 1977 – Yo canto y tú (CBS)
- 1978 – No (Epic)
- 1992 – Sus éxitos en español
- 1996 – Bella dama (Konga Music)

## Partecipazioni al Festival di Sanremo
- Festival di Sanremo 1981: Questo amore non si tocca; Finalista
- Festival di Sanremo 1990: Verso l'ignoto (con Marcella); Finalista
- Festival di Sanremo 1991: La fila degli oleandri; 19º posto
- Festival di Sanremo 2001: Il profumo del mare; 12º posto
- Festival di Sanremo 2007: Forever per sempre (con Marcella); Finalista

## Partecipazioni al Festivalbar
- Festivalbar 1974: Più ci penso
- Festivalbar 1975: Oh mama
- Festivalbar 1976: Non si può morire dentro (1º posto)
- Festivalbar 1977: Io canto e tu
- Festivalbar 1978: No
- Festivalbar 1980: Dolce uragano
- Festivalbar 1983: Nuova gente
- Festivalbar 1985: L'ultima poesia (con Marcella) (ospite)

## Partecipazioni a Un disco per l'estate
- 1974: Più ci penso
- 1976: Non si può morire dentro
- 1977: Io canto e tu
- 1980: Dolce uragano
- 1985: L'ultima poesia (con Marcella)
- 1988: Due cuori rossi di vergogna

## Le principali canzoni scritte da Gianni Bella per altri artisti
| Anno | Titolo                         | Autori del testo                                            | Autori della musica                         | Interprete                    |
| ---- | ------------------------------ | ----------------------------------------------------------- | ------------------------------------------- | ----------------------------- |
| 1971 | Hai ragione tu                 | Giancarlo Bigazzi                                           | Gianni Bella                                | Marcella Bella                |
| 1972 | Montagne verdi                 | Giancarlo Bigazzi                                           | Gianni Bella                                | Marcella Bella                |
| 1972 | Tu insieme a lei               | Gianni Bella                                                | Gianni Bella                                | Marcella Bella                |
| 1972 | Sole che nasce, sole che muore | Giancarlo Bigazzi                                           | Gianni Bella                                | Marcella Bella                |
| 1972 | Un sorriso e poi perdonami     | Giancarlo Bigazzi                                           | Gianni Bella                                | Marcella Bella                |
| 1973 | Io domani                      | Giancarlo Bigazzi                                           | Gianni Bella                                | Marcella Bella                |
| 1973 | Mi...ti...amo                  | Giancarlo Bigazzi                                           | Gianni Bella                                | Marcella Bella                |
| 1974 | Nessuno mai                    | Giancarlo Bigazzi                                           | Gianni Bella                                | Marcella Bella                |
| 1974 | L'avvenire                     | Giancarlo Bigazzi                                           | Gianni Bella                                | Marcella Bella                |
| 1974 | Prigioniera                    | Antonio Bella                                               | Gianni Bella                                | Marcella Bella                |
| 1975 | E quando                       | Giancarlo Bigazzi e Antonio Bella                           | Gianni Bella                                | Marcella Bella                |
| 1975 | Negro                          | Giancarlo Bigazzi                                           | Gianni Bella                                | Marcella Bella                |
| 1975 | E tu chi sei                   | Giancarlo Bigazzi                                           | Gianni Bella                                | Marcella Bella                |
| 1975 | L'anima dei matti              | Giancarlo Bigazzi                                           | Gianni Bella                                | Marcella Bella                |
| 1976 | Impazzire ti farò              | Giancarlo Bigazzi                                           | Gianni Bella                                | Marcella Bella                |
| 1976 | Abbracciati                    | Giancarlo Bigazzi                                           | Gianni Bella                                | Marcella Bella                |
| 1976 | Io sono di nessuno             | Giancarlo Bigazzi                                           | Gianni Bella                                | Marcella Bella                |
| 1976 | Sto piangendo                  | Antonio Bella                                               | Gianni Bella                                | Beans                         |
| 1977 | Femmina                        | Giancarlo Bigazzi                                           | Gianni Bella                                | Marcella Bella                |
| 1977 | Non mi importa più             | Giancarlo Bigazzi                                           | Gianni Bella                                | Marcella Bella                |
| 1977 | Cara                           | Antonio Bella                                               | Gianni Bella                                | Beans                         |
| 1978 | Soli                           | Antonio Bella                                               | Gianni Bella                                | Beans                         |
| 1979 | La mia faccia                  | Antonio Bella                                               | Gianni Bella                                | Marcella Bella                |
| 1979 | Quando il cielo                | Antonio Bella                                               | Gianni Bella                                | Marcella Bella                |
| 1979 | Lady anima                     | Giancarlo Bigazzi e Gianni Bella                            | Giancarlo Bigazzi e Gianni Bella            | Marcella Bella                |
| 1980 | Innamorarsi                    | Giancarlo Bigazzi                                           | Gianni Bella                                | Ornella Vanoni                |
| 1981 | Pensa per te                   | Giancarlo Bigazzi                                           | Gianni Bella                                | Marcella Bella                |
| 1981 | Marinaio                       | Mogol                                                       | Gianni Bella                                | Gianni Morandi                |
| 1981 | Amica notte                    | Gianmarco Gorietti                                          | Gianni Bella                                | Loredana Bertè                |
| 1982 | Nuova gente                    | Mogol                                                       | Gianni Bella                                | Mia Martini                   |
| 1982 | Problemi                       | Mogol                                                       | Gianni Bella                                | Marcella Bella                |
| 1982 | Uomo mio                       | Mogol                                                       | Gianni Bella                                | Marcella Bella                |
| 1982 | Il patto                       | Mogol                                                       | Gianni Bella                                | Marcella Bella                |
| 1983 | Nell'aria                      | Mogol                                                       | Gianni Bella                                | Marcella Bella                |
| 1983 | La battaglia                   | Mogol                                                       | Gianni Bella                                | Marcella Bella                |
| 1983 | La mia nemica amatissima       | Mogol                                                       | Gianni Bella e Gianni Morandi               | Gianni Morandi                |
| 1983 | Tu e non tu                    | Mogol                                                       | Gianni Bella e Rosario Bella                | Gianni Morandi                |
| 1984 | Nel mio cielo puro             | Mogol                                                       | Gianni Bella                                | Marcella Bella                |
| 1984 | Alla pari                      | Mogol                                                       | Gianni Bella                                | Marcella Bella                |
| 1985 | Velocità lucidamente           | Enrico Ruggeri                                              | Gianni Bella                                | Marco Rancati                 |
| 1986 | Senza un briciolo di testa     | Mogol                                                       | Gianni Bella                                | Marcella Bella                |
| 1987 | Tanti auguri                   | Gino Paoli e Gianni Bella                                   | Gino Paoli e Gianni Bella                   | Marcella Bella                |
| 1987 | Per il riso, per il pianto     | Gino Paoli e Gianni Bella                                   | Gino Paoli e Gianni Bella                   | Marcella Bella                |
| 1987 | Il ponte                       | Mogol                                                       | Gianni Bella                                | Gianni Morandi                |
| 1988 | Dopo la tempesta               | Alberto Salerno                                             | Gianni Bella                                | Marcella Bella                |
| 1989 | Fino all'ultimo respiro        | Oscar Avogadro                                              | Gianni Bella                                | Loretta Goggi                 |
| 1990 | Mi domando                     | Mogol                                                       | Gianni Bella                                | Marcella Bella                |
| 1990 | Inviato speciale               | Roberto Dané, Biagio Antonacci                              | Gianni Bella                                | Raffaella Carrà               |
| 1995 | Adulele                        | Toto Cutugno e Gianni Bella                                 | Toto Cutugno                                | Toto Cutugno                  |
| 1999 | L'emozione non ha voce         | Mogol                                                       | Gianni Bella                                | Adriano Celentano             |
| 1999 | Gelosia                        | Mogol                                                       | Gianni Bella                                | Adriano Celentano             |
| 1999 | L'arcobaleno                   | Mogol                                                       | Gianni Bella                                | Adriano Celentano             |
| 1999 | Qual è la direzione            | Mogol                                                       | Gianni Bella                                | Adriano Celentano             |
| 1999 | L'uomo di cartone              | Mogol                                                       | Gianni Bella                                | Adriano Celentano             |
| 1999 | Le pesche d'inverno            | Mogol                                                       | Gianni Bella                                | Adriano Celentano             |
| 2000 | Per averti                     | Mogol                                                       | Gianni Bella                                | Adriano Celentano             |
| 2000 | Apri il cuore                  | Mogol e Cheope                                              | Gianni Bella e Rosario Bella                | Adriano Celentano             |
| 2000 | Lago rosso                     | Mogol                                                       | Gianni Bella                                | Adriano Celentano             |
| 2000 | Quello che non ti ho detto mai | Mogol                                                       | Gianni Bella                                | Adriano Celentano             |
| 2000 | Ti prenderò                    | Mogol                                                       | Gianni Bella                                | Adriano Celentano             |
| 2000 | Tir                            | Mogol                                                       | Gianni Bella e Rosario Bella                | Adriano Celentano             |
| 2000 | Se tu mi tenti                 | Mogol                                                       | Gianni Bella                                | Adriano Celentano             |
| 2000 | Africa                         | Mogol                                                       | Gianni Bella e Rosario Bella                | Adriano Celentano             |
| 2002 | Fa chic                        | Giancarlo Bigazzi                                           | Gianni Bella                                | Marcella Bella                |
| 2002 | Confessa                       | Mogol                                                       | Gianni Bella                                | Adriano Celentano             |
| 2002 | Mi fa male                     | Mogol                                                       | Gianni Bella                                | Adriano Celentano             |
| 2002 | Più di un sogno                | Mogol                                                       | Gianni Bella                                | Adriano Celentano             |
| 2002 | Per sempre                     | Stefano Pieroni                                             | Gianni Bella                                | Adriano Celentano             |
| 2002 | Una luce intermittente         | Mogol                                                       | Gianni Bella                                | Adriano Celentano             |
| 2002 | Respiri di vita                | Mogol                                                       | Gianni Bella                                | Adriano Celentano             |
| 2002 | Dimenticare e ricominciare     | Mogol                                                       | Gianni Bella                                | Adriano Celentano             |
| 2002 | Pensieri nascosti              | Mogol                                                       | Gianni Bella                                | Adriano Celentano             |
| 2002 | Radio Chick                    | Mogol                                                       | Gianni Bella                                | Adriano Celentano             |
| 2004 | Quando l'aria mi sfiora        | Mogol                                                       | Gianni Bella                                | Massimo Modugno e Gipsy Kings |
| 2004 | Un angelo legato a un palo     | Mogol e Rosario Bella                                       | Gianni Bella                                | Veruska                       |
| 2004 | Ancora vivo                    | Mogol                                                       | Gianni Bella                                | Adriano Celentano             |
| 2004 | Marì Marì                      | Mogol                                                       | Gianni Bella                                | Adriano Celentano             |
| 2004 | Verità da marciapiede          | Mogol                                                       | Gianni Bella e Rosario Bella                | Adriano Celentano             |
| 2004 | L'ultima donna che amo         | Mogol                                                       | Gianni Bella                                | Adriano Celentano             |
| 2004 | In quale vita                  | Mogol e Adriano Celentano                                   | Gianni Bella                                | Adriano Celentano             |
| 2004 | Proibito                       | Mogol                                                       | Gianni Bella                                | Adriano Celentano             |
| 2005 | Uomo bastardo                  | Stefano Pieroni                                             | Gianni Bella                                | Marcella Bella                |
| 2005 | La regina del silenzio         | Renato Zero                                                 | Gianni Bella                                | Marcella Bella                |
| 2007 | Dormi amore                    | Mogol                                                       | Gianni Bella                                | Adriano Celentano             |
| 2007 | Hai bucato la mia vita         | Mogol                                                       | Gianni Bella                                | Adriano Celentano             |
| 2007 | Vorrei sapere                  | Mogol                                                       | Gianni Bella e Rosario Bella                | Adriano Celentano             |
| 2007 | Fascino                        | Mogol                                                       | Gianni Bella                                | Adriano Celentano             |
| 2007 | I tuoi artigli                 | Mogol                                                       | Gianni Bella                                | Adriano Celentano             |
| 2011 | Rinascimento                   | Mogol                                                       | Gianni Bella                                | Gianni Morandi                |
| 2020 | Crederò                        | Mario Biondi e Serena Cartamantiglia                        | Gianni Bella e Giuseppe Fulcheri            | Mario Biondi e Il Volo        |
| 2023 | Un amore speciale              | Marcella Bella, Rosario Bella, Gianni Bella e Antonio Bella | Rosario Bella, Gianni Bella e Antonio Bella | Marcella Bella                |
| 2023 | Come ti vorrei                 | Marcella Bella, Gianni Bella e Rosario Bella                | Gianni Bella e Rosario Bella                | Marcella Bella                |